# 葉尼塞斯克
葉尼塞斯克（俄语：Енисе́йск）是俄羅斯克拉斯諾亞爾斯克邊疆區的一個城市，位於葉尼塞河畔。2002年人口20,394人。
1616年開埠，是俄羅斯在葉尼塞河上最早的城市。